# فتیش عروسک
فتیش عروسک (به انگلیسی: Doll fetish) گونه‌ای فتیش جنسی است که در آن فرد به عروسک‌ها و چیزهای شبیه آن‌ها مانند تندیسک‌ها کشش جنسی پیدا می‌کند. این کشش ممکن است تمایل به تماس واقعی جنسی با یک عروسک، خیال‌پردازی در مورد رابطه جنسی با عروسک زنده یا بی جان، خیال‌پردازی در مورد رابطه جنسی بین عروسکها یا لذت جنسی بردن از خیال‌پردازی در مورد تبدیل شدن یا تبدیل کردن دیگری به عروسک باشد. فتیش عروسک زیرشاخه تندیس‌دوستی است که خود نوعی چیزدوستی به حساب می‌آید.

## خیال‌پردازی
گرچه فتیش عروسک به عنوان یک انحراف جنسی، آن‌قدرها معمول نیست اما از نشانه‌های آن می‌توان به خیال‌پردازی در مورد رابطه جنسی یا سایر فعالیت‌های جنسی با عروسک‌ها اشاره کرد.